# Hypoxis decumbens

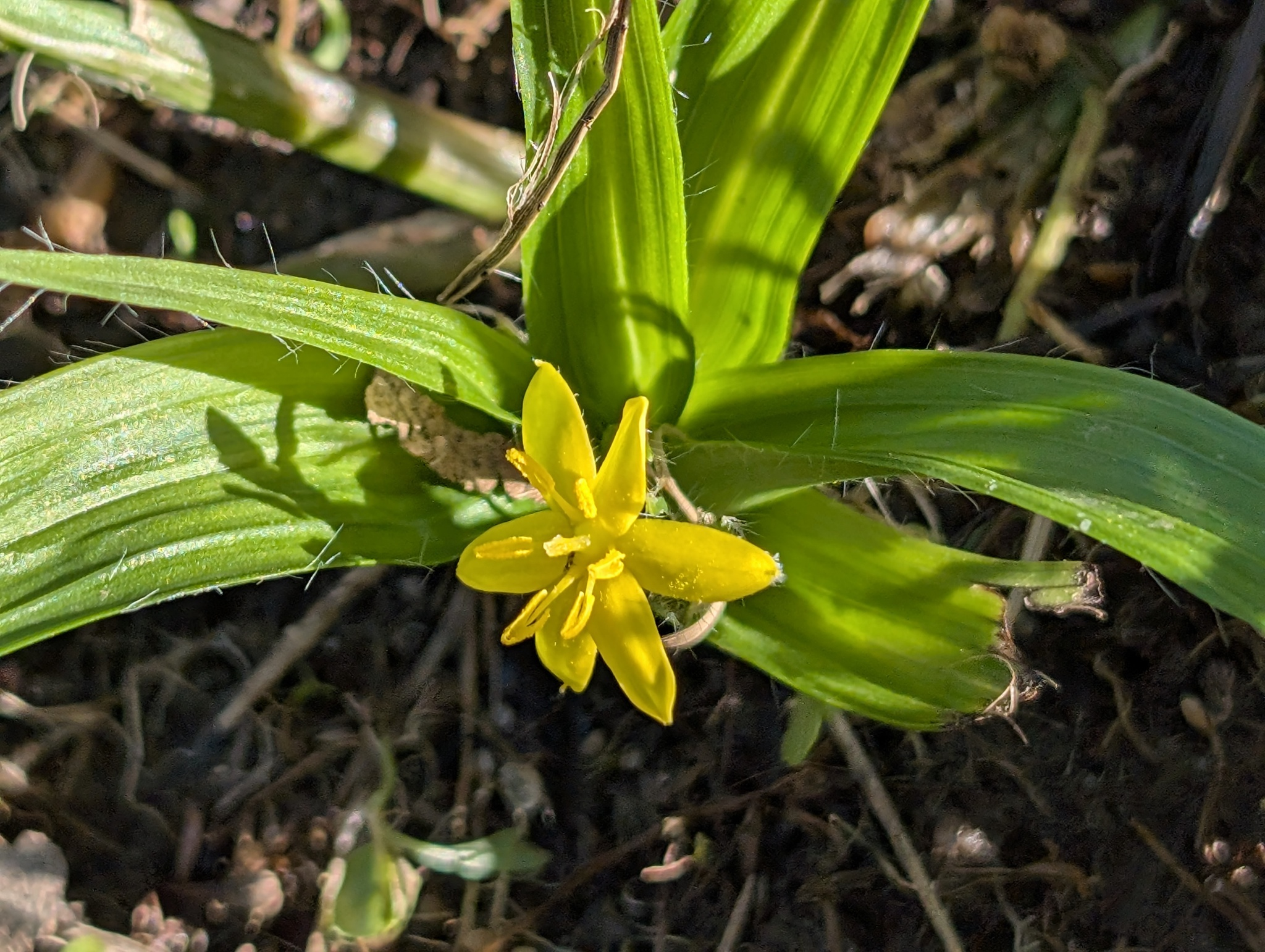
Hypoxis decumbens en flor

Hypoxis decumbens L., comúnmente llamada pasto estrella, tiririca o trompa de chanco, es una hierba perenne de la familia Hypoxidaceae.

## Descripción
El cormo presenta una forma subglobosa con un diámetro que oscila entre 0,7 y 1,5 cm. Las raíces son fibrosas y los rizomas son verticales, engrosados y tienen una forma redondeada. Las hojas se encuentran en la base de la planta y pueden ser ascendentes o inclinadas, con vainas persistentes que se asemejan a cerdas. Sus láminas son delgadas y alargadas, con longitudes que van desde los 10 hasta los 30 cm, en algunos casos alcanzando los 45 cm, y un ancho que varía entre 0,1 y 1,2 cm.

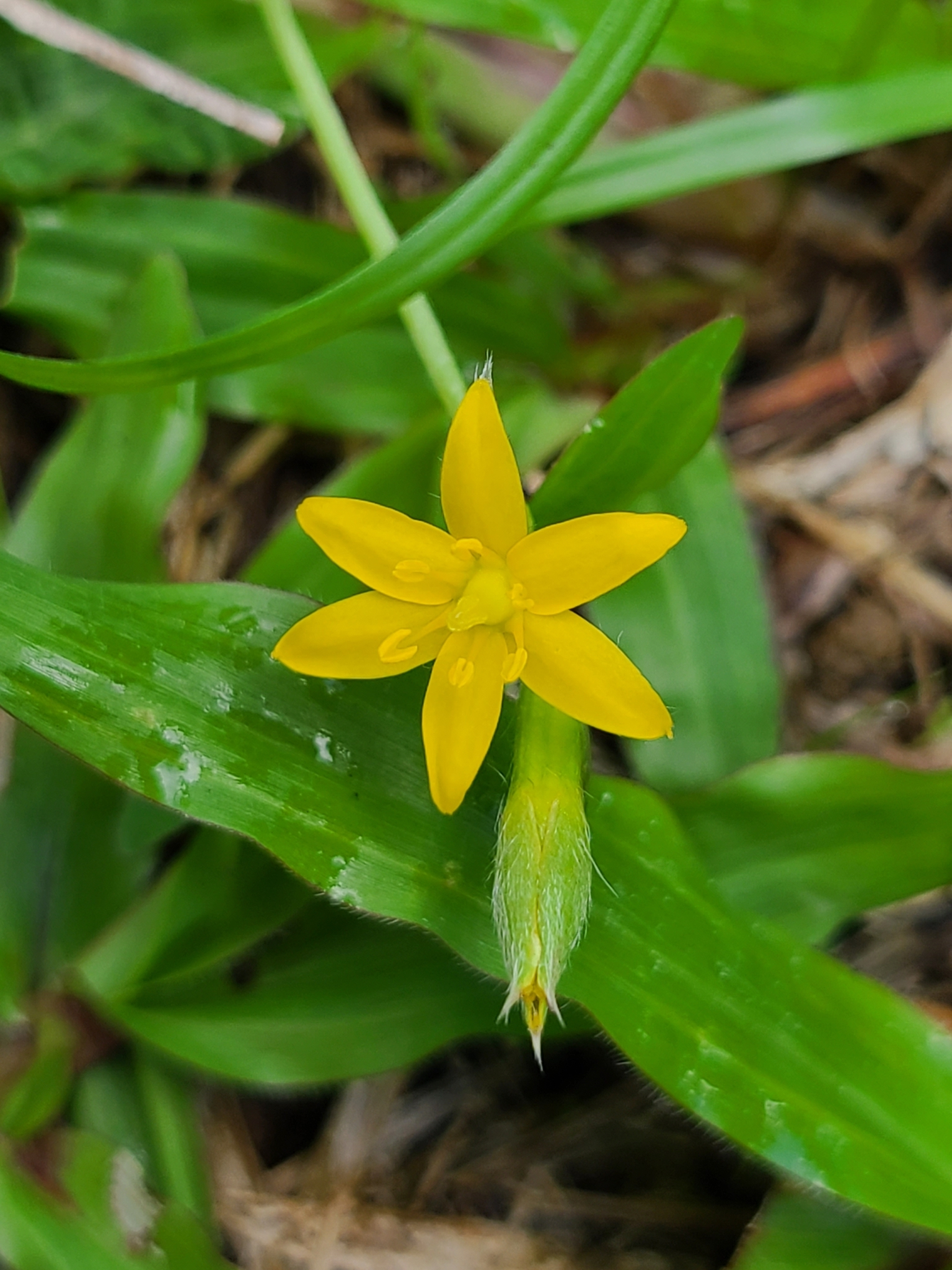
Hypoxis decumbens

La inflorescencia adopta una forma similar a una umbela, con 2 a 8 flores, aunque en ocasiones también pueden aparecer flores solitarias. Las flores son hermafroditas, con una simetría actinomorfa y se encuentran en pedicelos. Los tépalos son 6 y persisten en posición erecta después de la floración. La planta cuenta con 6 estambres y un ovario ínfero, cuyo estilo es recto, y contiene numerosos óvulos en su interior. El ápice del estilo presenta tres ramas. La floración tiene lugar en primavera y verano, y la fructificación ocurre en la misma época. El fruto es una cápsula fusiforme densamente cubierta de pelos, con una longitud que va desde los 8 hasta los 18 mm. Las semillas son de color negro y rugosas al tacto.

## Distribución
Es originaria de las regiones tropicales y subtropicales de Iberoamérica, desde México hasta el oriente de Argentina. Esto incluye varias islas del Caribe y del océano Pacífico.
La planta crece en áreas cercanas al Río Paraná y al Río de la Plata. Se encuentra en diferentes tipos de hábitats, como pastizales, áreas boscosas con sotobosque de selvas marginales y bosques húmedos. Esto indica que es capaz de adaptarse a diversas condiciones ambientales y puede encontrarse en áreas con cierta humedad y vegetación asociada.